# Hoàng Phan Bigotte
Hoàng Phan Bigotte, né au Viêt Nam en 1955, est un ancien libraire, militant SIDA et LGBT français. Il est le fondateur de l'Académie gay et lesbienne et du Conservatoire des archives et des mémoires LGBTQI.

## Biographie
Né au Sud du  Viêt Nam en 1955, Hoàng Phan Bigotte grandit dans une famille plutôt aisée. Il découvre son homosexualité au lycée. À ses 18 ans, en 1973, il effectue son service militaire pendant la guerre du Viet Nâm. Peu avant la chute de Saïgon, en avril 1975, il rejoint la France avec sa famille comme réfugié politique.
Thomas Leduc, documentaliste, travaille avec lui à l'académie gay et lesbienne, avant de devenir son compagnon puis mari,.

## Activisme Sida
Apprenant sa séropositivité en 1987, il rejoint d'abord Act-Up Paris, puis AIDES, devenant l'une des rares personnes membre des deux associations. Cette position lui permet de prendre part à la première manifestation interassociative des malades du sida, dont le principal mot d'ordre est la mise en place d'un plan d'urgence pour les malades  à l'hôpital. Il commence dès lors à réfléchir à la mémoire de l'histoire LGBT, en particulier de celle des morts du sida, mais ne rencontre pas d'écho dans le milieu associatif.

## Académie gay et lesbienne
Hoàng Phan Bigotte commence à constituer des archives privées de la vie homosexuelle parisienne dès son arrivée en France : il collecte tracs et affiches du Comité d'urgence anti-répression homosexuelle ainsi que magazines et guides gays, qu'il récupère parfois dans les poubelles. Il photographie aussi les soirées du club Arcadie.
Possédant une maison à Vitry-sur-Seine, il récupère au pire de l'épidémie de sida les affaires de ses amis emportés par la maladie, en particulier Philippe Labbey, ancien président du centre gay et lesbien de Paris, et Cleews Vellay, ancien président d'Act Up,. Sa collection s'agrandit tellement qu'il co-fonde en 2001 l'Académie gay et lesbienne, association visant à sauvegarder et faire vivre les collections, désignées sous le nom de Conservatoire des Archives et des Mémoires LGBTQI.
Pour Hoàng Phan Bigotte, créer et maintenir ces collections, c'est une manière de redonner à la France ce qu'elle lui a offert en lui accordant son statut de réfugié et en prenant en charge son traitement contre le VIH. Il cherche depuis, sans succès, à obtenir un local de la mairie de Paris permettant de stocker et d'ouvrir ces fonds au public.